# Derby Type D 2
Der Derby Type D 2 war das erste Pkw-Modell des französischen Herstellers Établissements Bertrand Montet aus Courbevoie. Es wurde wie auch alle folgenden unter dem Markennamen Derby angeboten.

## Beschreibung
Bertrand Montet handelte nach dem Ersten Weltkrieg mit gebrauchten Motorrädern von Harley-Davidson, die im Krieg eingesetzt wurden. Außerdem kaufte er 100 dazu passende Motoren. Sein Mitarbeiter Georges Goëtt konstruierte zu diesen Motoren ein leichtes Fahrzeug. Im Oktober 1921 wurde es auf dem Pariser Autosalon präsentiert.
Es waren V2-Motoren. Sie hatten 3 5⁄16 Zoll Bohrung und 3 1⁄2 Zoll Hub. Umgerechnet sind das 84,1375 mm Bohrung, 88,9 mm Hub und 989 cm³ Hubraum. In den Motorrädern leistete der Motor 8 PS. Der Motor war luftgekühlt. Dem Motor werden heftige Vibrationen nachgesagt.
Der Motor war vorn im Fahrgestell eingebaut. Er trieb über ein Dreiganggetriebe und eine Kardanwelle die Hinterräder an. Auf ein Differenzial an der Hinterachse wurde verzichtet. Vor dem Motor befand sich eine V-förmige Kühlergrillattrappe.
Der Radstand betrug 240 cm. Die offene Roadster-Karosserie mit 110 cm Breite bot Platz für zwei Personen nebeneinander. Die Fahrzeuge hatten Linkslenkung. 60 km/h Höchstgeschwindigkeit waren möglich. Gebremst wurden nur die Hinterräder.
Das Leergewicht lag bei 340 kg. Zusammen mit dem kleinen Hubraum waren die Voraussetzungen geschaffen, um als Cyclecar zu gelten. Daher betrug seine jährliche Kraftfahrzeugsteuer in Frankreich nur 100 Franc. Dabei spielte es auch keine Rolle, dass sein Motor mit 5 CV eingestuft war.
Im Oktober 1923 stand das Modell noch in den Preislisten von Derby.
Als Nachfolger kann der Type D 3 angesehen werden, obwohl es ihn vorübergehend parallel gab. Er war in leichten Ausführungen ebenfalls ein Cyclecar und in schwereren Ausführungen eine Voiturette bzw. Kleinwagen.